# EP-3偵察機

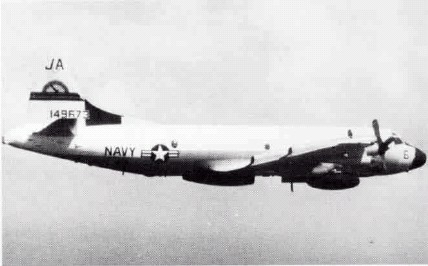
EP-3A偵察機(1983)

EP-3A/B獵戶式（EP-3A/B Orion）與EP-3E白羊I/II型（EP-3E Aries I/II）是一系列主要由美國海軍所操作，配備有渦輪推進引擎的信號偵察機。它的機身設計取自同廠的P-3「獵戶」海上巡邏機，而P-3的設計則取自L-188型民航客機。目前美軍共擁有11架EP-3E型偵察機，最後一架於1997年交付。

## 型號
- EP-3A
- EP-3B
- EP-3
- EP-3E  ARIES
- EP-3E  ARIES II
- EP-3J

## 使用國
日本
- 日本航空自衛隊 - 5架EP-3

 美国
- 美國海軍
  - VQ-1 中隊 美國橡港市 (華盛頓州)基地，2025年退役。[1]
  - VQ-2 中隊 西班牙加的斯省基地，2012年退役。

 中華民國
- 中華民國空軍
  - 黑蝙蝠中隊- 3架EP-3，1967年除役。

## 區域衝突
2001年4月1日，一架從沖繩基地出發的EP-3型偵察機，在距中國海南島110公里對開海面，與中國人民解放軍一架殲八戰機相撞，解放军飞行员王偉失蹤，而美軍偵察機則急降海南島陵水機場。
美軍軍機的24名機員隨即被中方扣留，並於同月11日獲得釋放，而該軍機也於同年7月3日，以一架安-124型運輸機拆件運走。

## 規格
基本信息
- 机组：22人以上
- 翼型：NACA 0014-1.10 (Root) - NACA 0012-1.10 (Tip)

性能

## 參閱
- 洛克希德L-188
- P-3獵戶座海上巡邏機